# Ejercicio militar

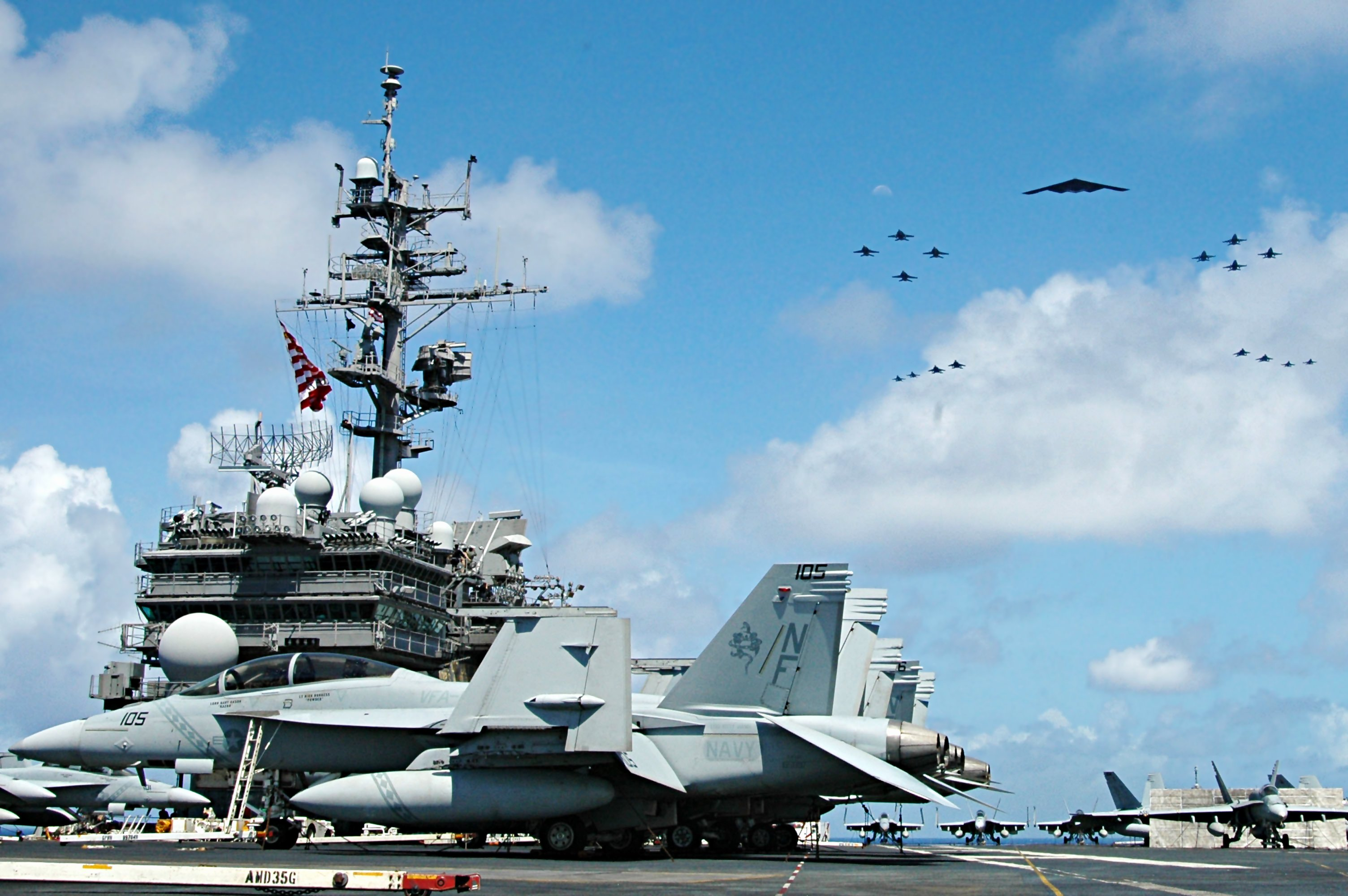
USS Kitty Hawk (CV-63) comienza el Ejercicio Valiant Shield, el juego de guerra más grande de la Marina de los Estados Unidos desde la guerra de Vietnam.

Un ejercicio militar (también llamado juego de guerra (en inglés: war game) en Estados Unidos y Canadá) es el uso de recursos militares para entrenarse en las operaciones militares, o bien para explorar los efectos de la guerra, o para probar estrategias sin encontrarse en un combate real. Los ejercicios en el siglo XX se han identificado a menudo con un nombre en código, de la misma manera que se hace con las operaciones militares.

## Tipos de ejercicios

### Ejercicios de campo
Lo que se piensa típicamente cuando hablamos de un ejercicio militar es el ejercicio de campo, o el ensayo a gran escala de maniobras militares como una práctica para la guerra. En un ejercicio de campo, los dos lados de la batalla simulada se llaman de manera típica "azul" y "rojo", para evitar el nombrar a un adversario de manera particular. Normalmente se les pone un nombre en código a los ejercicios de campo. [cita requerida]

### Simulaciones
Otros tipos de ejercicios son los Ejercicios Tácticos sin Tropas, también conocidos como ejercicios de la mesa de arena, de mapa, o ejercicio del modelo de tela (en los últimos años son ejercicios asistidos por una simulación por ordenador), que permiten a los comandantes manipular modelos a través de posibles escenarios en una planificación militar. También se llama simulación de guerra, o en algunos ejemplos, campo de batalla virtual (ver también Contratista de defensa), y en el pasado se les ha descrito como "Juegos de guerra". Aunque a principios del siglo XXI, "juego de guerra" se usa más frecuentemente para referirse a los juegos de guerra recreativos, juegos de mesa con piezas físicas (cartón o madera) para representar las unidades, o se juegan con miniaturas, o se refiere a un género de juegos de ordenador.

## Historia
El uso moderno de los ejercicios militares nació de la necesidad militar de estudiar la guerra, y de "ensayar" viejas batallas con el propósito de aprender. Federico II el Grande, Rey de Prusia desde 1740 a 1786,  "formó a su ejércitos como un mecanismo de relojería bien engrasado cuyos componentes eran casi como guerreros robot. No se permitía ninguna iniciativa individual a los soldados de Federico; su única función era el cooperar en la creación de muros de proyectiles mediante el poder de fuego sincronizado." Esto, por supuesto, buscaba un ejército más efectivo, y tales prácticas hacían más fácil mirar a la guerra desde una perspectiva más "desde arriba". Las tropas disciplinadas debían responder de una forma predecible, permitiendo confinar el estudio a las maniobras y al mando.
La sorprendente victoria Prusiana sobre el Segundo Imperio Francés en la guerra franco-prusiana (1870-71) se atribuye parcialmente algunas veces al entrenamiento de los oficiales Prusianos con el juego Kriegspiel, que fue inventado alrededor de 1811 y ganó popularidad con muchos oficiales del ejército Prusiano. Estos primitivos juegos de guerra se jugaban con dados que representaban la "fricción", o la intrusión de circunstancias menos que ideales, que se producen en una guerra real (incluyendo la moral, meteorología, la niebla de guerra, etc).
Los militares del siglo XXI todavía usan los juegos de guerra para simular posibles guerras y modelar su reacción.  De acuerdo a Manuel de Landa, después de la Segunda Guerra Mundial, el C4ISTAR fue transferido del personal militar a la RAND Corporation, el primer Think tank (Catalizador de ideas). John von Neumann fue empleado por la RAND Corporation, y su teoría de juegos se usó en juegos de guerra para modelizar la disuasión nuclear durante la guerra fría. Así, la estrategia nuclear de Estados Unidos, fue definida usando juegos de guerra, SAM representaba a los EUA, e IVAN a la Unión Soviética. La temprana teoría de juegos incluía solamente, los juegos de Suma cero, lo que significa que cuando ganaba un jugador, el otro automáticamente perdía. El dilema del prisionero, que modela la situación de dos prisioneros a los que se da, a cada uno por separado, la opción de traicionar o no al otro, daba tres alternativas al juego:
- Ninguno de los prisioneros traiciona al otro, y se les da a ambos, sentencias cortas de prisión.
- Un prisionero traiciona al otro, y es liberado, mientras que el otro termina con una larga sentencia de prisión.
- Ambos prisioneros se traicionan mutuamente, y ambos reciben sentencias medias de prisión.

Mientras que la primera es la mejor opción para los dos, ninguno de ellos puede estar seguro de que el otro no le traicionará (y así estar libre mientras el otro encara una sentencia larga). Así, la traición, fue considerada como lo más racional que se podía hacer, es decir, minimizando las pérdidas (haciendo que la pérdida posible sea la mínima posible). Esta modelización puso las bases para la doctrina nuclear de la respuesta masiva. La suma cero y de los juegos cooperativos sería teorizada solamente más tarde, mientras que la evolución de la tecnología nuclear y de misiles hizo que estrategia nuclear de la respuesta masiva estuviese obsoleta.
Los juegos de guerra militares se han ido desarrollando progresivamente, aunque, de acuerdo a Manuel de Landa, todavía sufren a principios del siglo XXI de un prejuicio sistemático, entrando en conflicto contra el comportamiento cooperativo. Los dados, que fueron un medio racional de representar el caos, fueron reemplazados por los Prusianos por la tablas de alcance de artillería, y después por la evaluación de la letalidad de cada arma, etc.